# Bellamaría (Santa Rosa)
Bellamaría ist eine Ortschaft und eine Parroquia rural („ländliches Kirchspiel“) im Kanton Santa Rosa der ecuadorianischen Provinz El Oro. Die Parroquia besitzt eine Fläche von 110,3 km². Die Einwohnerzahl lag im Jahr 2010 bei 2322. Die Parroquia Bellamaría wurde am 7. August 1992 gegründet.

## Lage
Die Parroquia Bellamaría liegt am Westfuß der Cordillera Occidental im Südwesten von Ecuador. Das Areal wird vom Río Las Cañas, einem Zufluss des Río Santa Rosa, durchflossen. Im Nordosten erreicht das Verwaltungsgebiet im Cerro Azul eine Höhe von 1360 m. Der 26 m hoch gelegene Hauptort Bellamaría befindet sich 9,5 km südöstlich vom Kantonshauptort Santa Rosa.
Die Parroquia Bellamaría grenzt im Osten an die Parroquia San Juan de Cerro Azul (Kanton Atahualpa), im Süden an die Parroquia Torata, im Westen an die Parroquias La Avanzada und Bellavista, im Nordwesten und im zentralen Norden an das Municipio von Santa Rosa sowie im Nordosten an die Parroquia La Victoria.

## Orte und Siedlungen
Neben dem Hauptort Bellamaría gibt es in der Parroquia noch folgende Recintos: Birón, El Recreo, Río Chico, San Carlos und Valle Hermoso.